# Ґалчевко
Ґалчевко (пол. Gałczewko, нім. Galsburg) — село в Польщі, у гміні Ґолюб-Добжинь Ґолюбсько-Добжинського повіту Куявсько-Поморського воєводства.
Населення — 392 особи (2011).
У 1975-1998 роках село належало до Торунського воєводства.

## Демографія
Демографічна структура станом на 31 березня 2011 року:
|          | Загалом | Допрацездатний вік | Працездатний вік | Постпрацездатний вік |
| -------- | ------- | ------------------ | ---------------- | -------------------- |
| Чоловіки | 194     | 43                 | 133              | 18                   |
| Жінки    | 198     | 45                 | 115              | 38                   |
| Разом    | 392     | 88                 | 248              | 56                   |